# Drosophila xanthosoma
Drosophila xanthosoma är en tvåvingeart som beskrevs av Percy H. Grimshaw 1901. Drosophila xanthosoma ingår i släktet Drosophila och familjen daggflugor.
Artens utbredningsområde är Hawaiiöarna.